# Pavel Solomatin
Pavel Olegovič Solomatin (in russo Павел Олегович Соломатин?; Togliatti, 4 aprile 1993) è un calciatore russo, attaccante svincolato.

## Carriera
Ha esordito in Prem'er-Liga il 16 marzo 2013 con la Dinamo Mosca, disputando l'incontro pareggiato 1-1 contro il Kuban'.

## Statistiche

### Presenze e reti nei club
Statistiche aggiornate al 30 ottobre 2021.
| Stagione            | Squadra               | Campionato          | Campionato | Campionato | Coppe nazionali | Coppe nazionali | Coppe nazionali | Coppe continentali | Coppe continentali | Coppe continentali | Altre coppe | Altre coppe | Altre coppe | Totale | Totale |
| Stagione            | Squadra               | Comp                | Pres       | Reti       | Comp            | Pres            | Reti            | Comp               | Pres               | Reti               | Comp        | Pres        | Reti        | Pres   | Reti   |
| ------------------- | --------------------- | ------------------- | ---------- | ---------- | --------------- | --------------- | --------------- | ------------------ | ------------------ | ------------------ | ----------- | ----------- | ----------- | ------ | ------ |
| 2011-2012           | Karelija Petrozavodsk | 2D                  | 9          | 1          | CR              | 0               | 0               |                    | -                  | -                  |             | -           | -           | 9      | 1      |
| 2012-2013           | Dinamo Mosca          | PL                  | 9          | 1          | CR              | 0               | 0               |                    | -                  | -                  |             | -           | -           | 9      | 1      |
| lug.-ago. 2013      | Dinamo Mosca          | PL                  | 4          | 1          | CR              | -               | -               |                    | -                  | -                  |             | -           | -           | 4      | 1      |
| ago.-dic. 2013      | Anži                  | PL                  | 11         | 2          | CR              | 1               | 0               | UEL                | 5                  | 0                  |             | -           | -           | 17     | 2      |
| gen.-giu. 2014      | Dinamo Mosca          | PL                  | 5          | 0          | CR              | -               | -               |                    | -                  | -                  |             | -           | -           | 5      | 0      |
| 2014-2015           | Amkar Perm'           | PL                  | 7          | 0          | CR              | 1               | 0               |                    | -                  | -                  |             | -           | -           | 8      | 0      |
| 2015-2016           | Dinamo Mosca          | PL                  | 2          | 0          | CR              | 0               | 0               |                    | -                  | -                  |             | -           | -           | 2      | 0      |
| Totale Dinamo Mosca | Totale Dinamo Mosca   | Totale Dinamo Mosca | 20         | 2          |                 | 0               | 0               |                    | -                  | -                  |             | -           | -           | 20     | 2      |
| 2016-2017           | Baltika               | 1D                  | 17         | 1          | CR              | 1               | 0               |                    | -                  | -                  |             | -           | -           | 18     | 1      |
| 2017-2018           | Volgar' Astrachan'    | 1D                  | 9          | 0          | CR              | 1               | 0               |                    | -                  | -                  |             | -           | -           | 10     | 0      |
| 2018-2019           | Torpedo Mosca         | 2D                  | 20         | 3          | CR              | 4               | 0               |                    | -                  | -                  |             | -           | -           | 24     | 3      |
| 2019-gen. 2020      | Akron Togliatti       | 2D                  | 7          | 1          | CR              | 0               | 0               |                    | -                  | -                  |             | -           | -           | 7      | 1      |
| 2020-2021           | Essentuki             | 2D                  | 30         | 13         | CR              | 1               | 0               |                    | -                  | -                  |             | -           | -           | 31     | 13     |
| 2021-2022           | Amkar Perm'           | 2D                  | 15         | 2          | CR              | 0               | 0               |                    | -                  | -                  |             | -           | -           | 15     | 2      |
| Totale carriera     | Totale carriera       | Totale carriera     | 172        | 32         |                 | 9               | 0               |                    | 5                  | 0                  |             | -           | -           | 186    | 32     |